# Live in San Francisco
Live in San Francisco is het zesde in een reeks livealbums van een derivaat van de Britse groep King Crimson. Het is opgenomen in The Note. 

## Geschiedenis en bezetting
Ten tijde van dit album was King Crimson een dubbeltrio of beter gezegd een dubbelkwartet. De ProjeKcts waren onder meer in het leven geroepen om onderling gedachten over muziek uit te wisselen. Deze ProjeKcts ontstonden in volgorde van ontstaan, maar eventuele albums kwamen random uit. In de serie voor fans van King Crimson, was dit de eerste, ProjeKct Four dus:
- Robert Fripp-  gitaar;
- Trey Gunn - touch guitar, stem;
- Tony Levin - basgitaren en stick;
- Pat Mastelotto - percussie en elektronica.

De muziek heeft alleen de klank van de gitaar van Fripp met KC gemeen. Fripp was toen bezig met de ontwikkeling van soundscapes, new-age-achtige elementen voor gitaar. Voor het overige is er sprake van jazzrock, maar dan van een uitzonderlijke soort. Jazzrock vermengd met symfonische rock zal er als omschrijving het dichtst bij zijn.

## Composities
1. Ghost
2. Heavy ConstruKction
3. Light ConstruKction
4. Deception of the Thrush
5. Seizure
6. Ghost 3
7. ProjeKction.

## Trivia
- Het is het enige album van P4 in de reeks (tot 2007).
- Alle composities zijn gezamenlijk tot stand gekomen, behalve (2), (3) en (4); dit zijn arrangementen van nummers van King Crimson.
- Uit de documentatie blijkt dat als de groepsnaam in hoofdletters wordt vermeld, dat dan de k een kleine letter wordt: PROJEkCt FOUR dus.
- De verdeling hoofdletters-kleine letters in de titels is zo bedoeld door de componisten.

Jaren 60: mei, juni 1969; Marquee Londen · 5 juli 1969; Hyde Park Londen · 21/22 november 1969; San Francisco
Jaren 70: 11 mei 1971; Plymouth · 10 augustus 1971; Marquee Londen · 16 oktober 1971; Brighton · 13 december 1971; Detroit · 26 februari 1972: Jacksonville · 27 februari 1972;Orlando · 12 maart 1972; Denver radio · 13 maart 1972; Denver live · 27 maart 1972; Boston · 13 oktober 1972; Frankfurt am Main · 17 oktober 1972; Bremen · 13 november 1972; Guildford · 15 november 1973; Zürich · 29 maart 1974; Heidelberg · 30 maart 1974; Mainz · 1 april 1974: Kassel · 24 juni 1974, Toronto· 1 juli 1974, New York
Jaren 80: 30 april 1981; Bath · 30 juli 1982; Philadelphia · 2 augustus 1982; New York · 13 augustus 1982; Berkeley · 25 augustus 1982; Cap D’Agde · 29 september 1982; München · 17-30 januari 1983; studiowerk · mei-november 1983
Jaren 90: VROOOM sessies;april/mei 1994; studio · 1 juli 1995; Wiltern · 20-25 november 1995; Broadway · 29 november 1995; Chicago · 26 augustus 1996; 2e maal Philadelphia · mei 1997; Nashville studio · 1-4 december 1997 (P1) · 4 juni 1998; Chicago (P2) · 1 juli 1998; Northampton (P2) · 1 november 1998; San Francisco (P4) · 25 maart 1999; Austin (P3)
Jaren vanaf 2000: 11 juni 2000; Warschau · 9/10 november 2001; Nashville live · 3 maart 2003: Alexandria (P3) · april 2003 · najaar 2003; Japan · 20 juni 2003; Milaan · 16 november 2003; New Haven ·  28 juni 2017; Chicago